# Francisco Pacheco (jésuite)
Pour les articles homonymes, voir Pacheco et Francisco Pacheco.
Francisco Pacheco, (Né à Ponte de Lima, Royaume du Portugal, en 1566 - Mort exécuté à Nagasaki le 20 juin 1626) est un prêtre jésuite missionnaire catholique portugais du XVIIe siècle mort martyr au Japon. 

## Sa vie
Entré dans la Compagnie de Jésus en décembre 1585 il répondit à l'appel missionnaire et au terme de sa formation initiale en 1592 est envoyé en Inde à Goa. Y complétant ses études puis à Macao il est ordonné prêtre et devient professeur de théologie à Macao. En 1604 il répond positivement aux demandes de ses supérieurs qui cherchent des volontaires pour le Japon. Pendant quatre années, il est missionnaire dans les régions d'Osaka et de Miyako (Kyoto). Par obéissance il retourne à Macao en 1608 pour devenir recteur du collège des jésuites de la ville. Quatre années plus tard il repart pour le Japon. Il est alors nommé vicaire général par l'évêque Luis Cerqueira, poste qu'il occupa jusqu'à son expulsion en 1614. Néanmoins il revint clandestinement en juin 1615, déguisé en marchand. Son lieu missionnaire est Takaku et les îles d'Amakusa et de Kani où il s'efforce de soutenir les chrétiens locaux persécutés. Entre temps il devient administrateur apostolique du diocèse et est nommé supérieur provincial des jésuites du Japon en 1621 .
À partir de 1625 la pression contre les chrétiens et les missionnaires s'intensifie. Le 18 décembre 1625 il est finalement arrêté. Avec lui deux catéchistes japonais, Paul Xinsuke et Pierre Rinscei ; Au même moment le frère Gaspar Sadamatsu et un autre catéchiste, Jean Kisaku, sont également arrêtés, ainsi que les familles qui les hébergeaient. L'ensemble du groupe est emmené à Shimabara et placé dans en détention. Jean-Baptiste Zola et son catéchiste, Vincent Caun, rejoignent les autres prisonniers quelques jours plus tard. À la suite d'un procès dans le résultat était connu d'avance il est exécuté le 20 juin. Avec lui sont martyrisés Balthazar de Torres et Jean-Baptiste Zola, prêtres, Pierre Rinsei, Vincent Kaun, Jean Kisaku, Paul Kinsuke, Michel Tozo et Gaspar Sadamatsu.

## Vénération
Francisco Pacheco fut béatifié le 7 mai 1867 avec plusieurs autres martyrs comme lui dont Balthazar de Torres par le pape Pie IX. Il est commémoré le 20 juin.